# Церква Успення Пресвятої Богородиці (Коропець)
Церква Успення Пресвятої Богородиці в Коропці — парафія і храм греко-католицької громади Коропецького деканату Бучацької єпархії Української греко-католицької церкви в смт Коропець Чортківського району Тернопільської области.
Пам'ятка архітектури місцевого значення (охоронний номер 2139).

## Історія церкви
Перша згадка про парафіяльний храм датується 1772 роком. Ймовірно, тоді заклали наріжний камінь, а дерев'яний храм збудували та освятили у 1785 році. Парафія була греко-католицькою до 1946–1947 років, а з 1947 по 1990 рік належала до РПЦ. У 1990 році громада знову стала греко-католицькою, а її статут зареєстрували 25 серпня 1991 року.
Храм відновили завдяки пожертвам односельця М. Мельника з Чикаго та парафіян смт Коропець за служіння о. Ігоря Джиджори. Розпис виконав І. Винник, а реставратором був В. Василик.
З 27 лютого по 2 березня 2014 року парафію з візитацією відвідав владика Бучацької єпархії Димитрій Григорак.
При церкві діють:
- Братство «Апостольство молитви».
- Вівтарна дружина.
- Біблійний гурток.

На території парафії є шість хрестів та капличка.

## Парохи
- о. Степан Проскурницький,
- о. Павло Чужак,
- о. Володимир Крохмалюк,
- о. Іван Проскурницький,
- о. Малкович,
- о. Фіголь,
- о. Сивак,
- о. Антін Бороса,
- о. Галабарда,
- о. Скорохід,
- о. Курило,
- о. Михайло Вовчук,
- о. Ігор Джиджора (1990—1999),
- о. Дмитро Подоба (1999—2001),
- о. Микола Малий (2001—2002),
- о. Степан Чвиль (з 2002),
- о. Дам’ян Михайлишин,
- о. Ігор Джиджора.